# Sideritis dianica
Sideritis dianica là một loài thực vật có hoa trong họ Hoa môi. Loài này được D.Rivera & al. miêu tả khoa học đầu tiên năm 1991.